# Gig (pojazd)

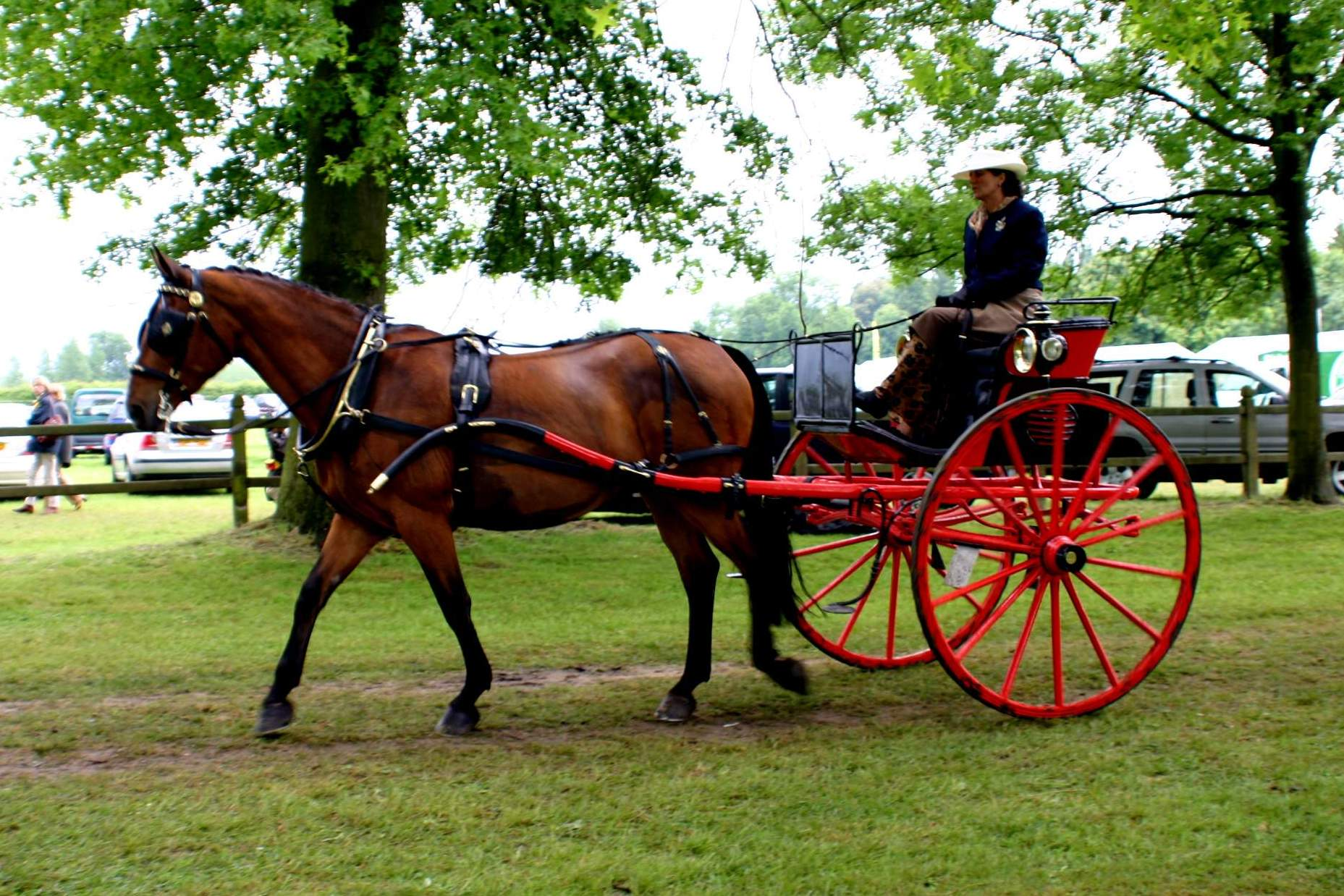
Gig

Gig (z ang.) – elegancki jednokonny pojazd zaprzęgowy dwukołowy, jedno- lub dwuosobowy, o wysokich kołach. Używany w wielu odmianach w XIX i XX wieku.